# Gloeomucro nodosus
Gloeomucro nodosus é uma espécie de fungo pertencente à família Hydnaceae.